# Orchestre Stukas
Pour les articles homonymes, voir Stukas.
L'Orchestre Stukas (également appelé les Stukas Boys, les Stukas ou les Stukas du Zaïre) est un groupe de soukous congolais des années 1970. Il est alors basé à Kinshasa, au Zaïre (aujourd'hui la République démocratique du Congo). Au sommet de leur popularité, les Stukas sont dirigés par le chanteur et showman Gaby Lita Bembo.

## Histoire
Les Stukas sont fondés par Alida Domingo en 1968. Depuis les premières années du groupe, lorsque les Stukas jouent principalement des reprises de James Brown, deux membres du groupe apparaissent comme les plus talentueux : le chanteur Gaby Lita Bembo et le guitariste Samunga Tediangaye, surnommé « le professeur ». Également acclamé, le guitariste Dodoly (en) (surnommé « la machine à coudre » pour ses solos à grande vitesse) commence sa carrière chez Stukas avant son expérience réussie dans l'Anti Choc de Bozi Boziana.
Alors que de grands groupes de soukous tels que Zaïko Langa Langa, Bella Bella ou OK Jazz se disputent les faveurs de la jeunesse kinoise, les Stukas jouent délibérément en périphérie, pour les gens de la banlieue, qui peuvent difficilement se permettre d'aller dans les salles du centre-ville pour assister à des spectacles musicaux. Dans les années 1970, ils ont déjà un nombre relativement important de fans, de sorte qu'ils sont invités par la chaîne de télévision Voix du Zaïre à jouer dans certaines émissions. Ils deviennent si populaires que les autorités zaïroises finissent par faire pression sur Voix du Zaïre pour que les Stukas apparaissent quotidiennement à la télévision, car leurs émissions contribuent à « éloigner les enfants de la rue ». Les Stukas deviennent également le groupe phare du club « Para fifi », l'un des clubs les plus importants de Kinshasa.
En 1974, les Stukas sont invités à jouer lors du Zaïre 74, un grand événement musical qui doit introduire le combat « Rumble in the Jungle », le match de boxe entre Mohamed Ali et George Foreman. Au Zaïre 74, les Stukas joue aux côtés de stars internationales telles que Miriam Makeba, Manu Dibango, B. B. King, et même James Brown. À la suite de la performance très appréciée des Stukas lors de l'événement, Lita Bembo est acclamé comme le meilleur artiste congolais de 1974 dans un sondage auprès des lecteurs du journal congolais populaire Salongo.
Depuis 1977, Stukas connaît plusieurs changements de personnel. Certains de ses membres sont invités à jouer par de grands groupes de soukous tels que Yoka Lokole et l'Orchestre Anti-Choc de Bozi Boziana. Lita Bembo finit par partir, pour s'installer à Bruxelles, où il entame une nouvelle carrière de producteur et d'ingénieur du son. Les Stukas enregistrent au moins un album sans Lita Bembo, intitulé Ballade à Libreville. Lita Bembo enregistre également quelques albums solo alors qu'il est en Europe, au milieu des années 1980.

## Discographie partielle

### Gaby Lita Bembo et les Stukas
- Kita Mata ABC[7]

### Les Stukas sans Gaby Lita Bembo
- Ballade à Libreville[6]

### Albums solo de Gaby Lita Bembo
- Conflit[6]
- Nouveau Rythme Saccadé[6]